# 2-й гвардійський корпус (Російська імперія)
2-й гвардійський корпус — з'єднання російської імператорської гвардії. Сформований в листопаді 1915 року. Розформований на початку 1918 року.

## Історія
Брав участь в бойових операціях на Південно-Західному (1915 рік — листопад 1916 року, квітень 1917 року — 1918 рік) й Західному (листопад 1916 року — квітень 1917 року) фронтах.

## Структура
Станом на 1917 рік:
- 3-тя гвардійська піхотна дивізія[ru] (дислокація в 1914 р. — Варшава)
  - 1-ша бригада
    - Лейб-гвардії Литовський полк[ru]
    - Лейб-гвардії Кексгольмський полк[ru]

  - 2-га бригада
    - Лейб-гвардії Петроградський полк[ru]
    - Лейб-гвардії Волинський полк[ru]

  - Лейб-гвардії 3-тя артилерійська бригада
  - Лейб-гвардії 3-й парковий артилерійський дивізіон

- Гвардійська стрілецька дивізія[ru] (дислокація в 1914 р. — Санкт-Петербург, Царське Село)
  - Лейб-гвардії 1-й стрілецький Його Величності полк[ru]
  - Лейб-гвардії 2-й стрілецький Царськосельський полк[ru]
  - Лейб-гвардії 3-й стрілецький Його Величності полк[ru]
  - Лейб-гвардії 3-й стрілецький Імператорської фамілії полк[ru]
  - Лейб-гвардії  стрілецька артилерійська бригада[ru]
  - Лейб-гвардії парковий стрілецький артилерійський дивізіон

- Лейб-гвардії 1-й мортирний артилерійський дивізіон[ru]
- Лейб-гвардії 1-й мортирний парковий артилерійський дивізіон
- 2-й батальйон Лейб-гвардії Сперного полку[ru]

## Підпорядкування
- 28.12.1915 — 01.09.1916 — Особ.А
- 01.09.1916 — 15.09.1916 — 8А
- 01.10.1916 — 18.03.1917 — Особ.А
- 08.04.1917 — 08.06.1917 — 11А
- 16.06.1917 — ??.??.???? — 7А
- 15.11.1917 — ??.12.1917 — 7А

## Командування
- 08.12.1915-27.06.1916 — генерал від інфантерії Олохов Володимир Аполлонович[ru]
- 06.1916-04.1917 — генерал-лейтенант Раух Георгій Оттонович[ru]
- 02.04.1917-19.08.1917 — генерал-майор (з 29.04.1917 генерал-лейтенант) Варановський Георгій Миколайович
- 25.08.1917-04.1918 — генерал-лейтенант Чернавін Всеволод Володимирович